# James Booth (Schauspieler)
James Booth (* 19. Dezember 1927 in Croydon, London als David Geeves-Booth; † 11. August 2005 in Hadleigh, Essex) war ein englischer Schauspieler und Drehbuchautor.

## Leben und Karriere
James Booth, geboren 1927 in Croydon, einem Stadtbezirk Londons, lernte an der Royal Academy of Dramatic Art und hatte eine lange Karriere im Kino, Fernsehen und auf der Bühne als Schauspieler und Autor. 
Als Schauspieler sah man ihn vorwiegend in Nebenrollen, oftmals im Genre des Actionfilms wie in Revenge – Eine gefährliche Affäre (1990) oder Verschollen im Bermuda-Dreieck (1977). Auch als Drehbuchautor wirkte er an Actionfilmen wie Nighthunter (1986) oder American Fighter II – Der Auftrag (1987) mit, in denen er teilweise selbst Rollen bekleidete. Gleiches gilt für das Drehbuch zu American Fighter 4 – Die Vernichtung (1990), wofür er den Namen David Geeves verwendete.
Booth starb am 11. August 2005 mit 77 Jahren in Hadleigh in der Grafschaft Essex.
Sein letzter Film war die Krimikomödie Mord im Pfarrhaus. Der Film wurde ihm postum gewidmet.

## Filmografie (Auswahl)
- 1956: The Narrowing Circle
- 1957: Der Pedbury-Fall (The Girl in the Picture)
- 1958–1959: Die Abenteuer von William Tell (The Adventures of William Tell, Fernsehserie, 3 Folgen)
- 1960: Let’s Get Married
- 1960: Der Mann mit der grünen Nelke (The Trials of Oscar Wilde)
- 1961: Platznehmen zum Sterben (The Hellions)
- 1961: Alles dreht sich um den Hund (In the Doghouse)
- 1963: Sparrers Can’t Sing
- 1964: Zulu
- 1964: Versuch’s mal auf französisch (French Dressing)
- 1965: 31 Grad im Schatten (Ninety Degrees in the Shade)
- 1965: In den Fängen der schwarzen Spinne (The Secret of My Success)
- 1967: Robbery – Ein mörderischer Coup (Robbery)
- 1968: Hausfreunde sind auch Menschen (The Bliss of Mrs. Blossom)
- 1969: Fräulein Doktor
- 1970: Ihre Chance war gleich Null (Adam’s Woman)
- 1970: McGee, der Tiger (Darker than Amber)
- 1970: Der Mann, der die Frauen beherrschte (The Man Who Had Power Over Women)
- 1971: Revenge – Eine gefährliche Affäre (Revenge)
- 1972: Bonanza (Fernsehserie, Folge Second Sight)
- 1973: Trau keinem über 18 (That’ll Be the Day)
- 1974: Percy – Der Potenzprotz (Percy’s Progress)
- 1975: Brannigan – Ein Mann aus Stahl (Brannigan)
- 1975: Die Füchse (The Sweeney, Fernsehserie, Folge Poppy)
- 1977: Verschollen im Bermuda-Dreieck (Airport ’77)
- 1978: Baretta (Fernsehserie, Folge Hot Horse)
- 1978: Räder (Wheels, Miniserie)
- 1978: Evening in Byzantium (Miniserie, 2 Folgen)
- 1979: Hart aber herzlich (Hart to Hart, Fernsehserie, Folge Ein dämliches Geschenk)
- 1980: Der Jazz-Sänger (The Jazz Singer)
- 1981: Zorro mit der heißen Klinge (Zorro, The Gay Blade)
- 1982: Ein Colt für alle Fälle (The Fall Guy, Fernsehserie, Folge Child's Play)
- 1985: Die 1000 Augen der Ninja (Pray for Death)
- 1985/1993: Der Aufpasser (Minder, Fernsehserie, 2 Folgen)
- 1986: Bad Guys – Brutaler als die Polizei erlaubt (Bad Guys)
- 1986: Auf Wiedersehen, Pet (Fernsehserie, 8 Folgen)
- 1986: Nighthunter (Avenging Force) (auch Drehbuchautor)
- 1988: Deep Space
- 1988: Gefährdete Liebe (The Lady and the Highwayman, Fernsehfilm)
- 1990: Der Nizza-Coup (Have a Nice Night, Fernsehfilm)
- 1990: Jim Bergerac ermittelt (Bergerac, Fernsehserie, Folge All the Sad Songs)
- 1990: American Fighter 4 – Die Vernichtung (American Ninja 4: The Annihilation)
- 1990–1991: Twin Peaks (Fernsehserie, 5 Folgen)
- 1992: Rauchende Colts: Faustrecht des Westens (Gunsmoke: To the Last Man, Fernsehfilm)
- 2001: Dark Species – Die Anderen (The Breed)
- 2005: Mord im Pfarrhaus (Keeping Mum)